# 分治博物馆
分治博物馆（Partition Museum）是一个公共博物馆，位于印度旁遮普邦阿姆利则市政厅。 该博物馆旨在保存与印巴分治后的暴乱有关的故事、材料和文件。 博物馆于2017年8月25日开放。

## 历史
1947年，英属印度分裂为印度和巴基斯坦两个独立国家。主持领土划分的英国律师西里爾·拉德克利夫，第一代拉德克利夫子爵, 根据宗教将旁遮普邦分为西旁遮普和东旁遮普。结果，数以百万计的人发现自己一夜之间身处边界的错误的一边。据各种估计，分治之后，在1947年8月至1948年1月，有80多万穆斯林、印度教徒和锡克教徒在暴乱中丧生。此外，超过140万人成为难民。
旁遮普邦政府与英国艺术和文化遗产信托基金共同创办了这个博物馆，以纪念那些受分治影响的人。